# (8959) Oenanthe
(8959) Oenanthe (2550 P-L) – planetoida z pasa głównego asteroid okrążająca Słońce w ciągu 3,5 lat w średniej odległości 2,3 au. Odkryta 24 września 1960 roku.